# Dolicostenomelia
La dolicostenomelia es un trastorno humano en el cual los miembros son inusualmente largos y delgados. El nombre se deriva del Griego Antiguo (dolichos - largo, steno - estrecho, delgado, cercano, melia - de los miembros). Es una característica común de varios tipos de enfermedades hereditarias que afectan el tejido conectivo, tales como el síndrome de Marfan y la homocistinuria.

## En la cultura popular
Esta condición se menciona en un episodio de la serie Rizzoli & Isles titulado Boston Strangler Redux; en el cual Maura Isles (Sasha Alexander) va a una cita con un hombre al cual diagnostica con síndrome de Marfan, mientras dice "explícame la dolicostenomelia".